# Joseph Othmar von Rauscher
Joseph Othmar kardinál rytíř von Rauscher (6. října 1797 Vídeň - 24. listopadu 1875, tamtéž) byl rakouský římskokatolický duchovní, knížecí biskup diecéze Graz-Seckau a v letech 1853 a 1861 arcibiskup arcidiecéze vídeňské. Během let 1855 a 1875 byl kardinál s titulárním kostelem Santa Maria della Vittoria v Římě.

## Život
Narodil se jako nejstarší syn královského rady Franze Serepha rytíře von Rauscher. Zprvu od roku 1816 studoval ve Vídni práva. Ve Vídni se též seznámil s Klementem Marií Hofbauerem (Dvořákem), jenž byl později svatořečen, a jenž mu částečně otevřel perspektivu kněze. Roku 1820 začal studovat teologii a 21. srpna 1823 podstoupil kněžské svěcení. Od roku 1825 byl profesorem církevních dějin a práva v Solnohradě. Od roku 1832 byl ředitelem orientální Akademie ve Vídni.
Roku 1849 byl jmenován knížecím biskupem diecéze graz-seckauské. Na biskupa byl vysvěcen dne 15. března 1849 arcibiskupem salcburským Bedřichem ze Schwarzenbergu, pozdějším arcibiskupem pražským.
Dne 26. března 1853 byl jmenován arcibiskupem vídeňským a 17. prosince 1855 kardinálem a přidělen mu byl titulární kostel Santa Maria dell Vittoria v Římě. Od roku 1861 byl ve Vídni pouze knížecím biskupem.
Roku 1856 ve Vídni založil chlapecký seminář.
Zemřel 24. listopadu 1875 ve Vídni ve věku 78 let.